# Есе ла Кот
Есе ла Кот (фр. Essey-la-Côte) насеље је и општина у североисточној Француској у региону Лорена, у департману Мерт и Мозел која припада префектури Линевил.
По подацима из 2011. године у општини је живело 87 становника, а густина насељености је износила 13,18 становника/km². Општина се простире на површини од 6,6 km². Налази се на средњој надморској висини од 330 метара (максималној 415 m, а минималној 280 m).

## Демографија
| 1962. | 1968. | 1975. | 1982. | 1990. | 1999. | 2011. |
| ----- | ----- | ----- | ----- | ----- | ----- | ----- |
| 102   | 111   | 107   | 117   | 105   | 79    | 87    |

График промене броја становника у току последњих година